# Kasper Kazimierz Cieciszowski

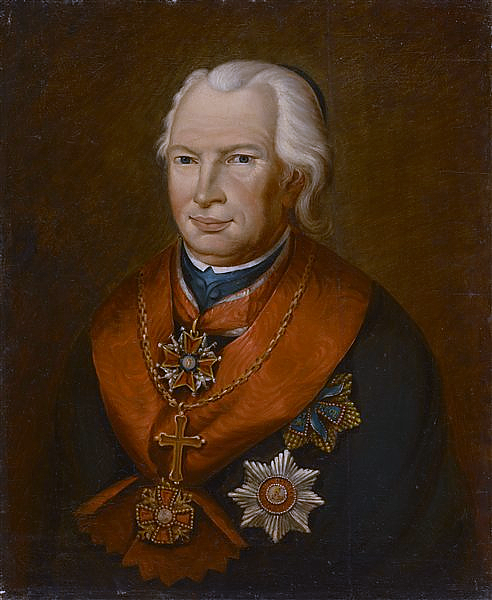
Kasper Kazimierz Cieciszowski

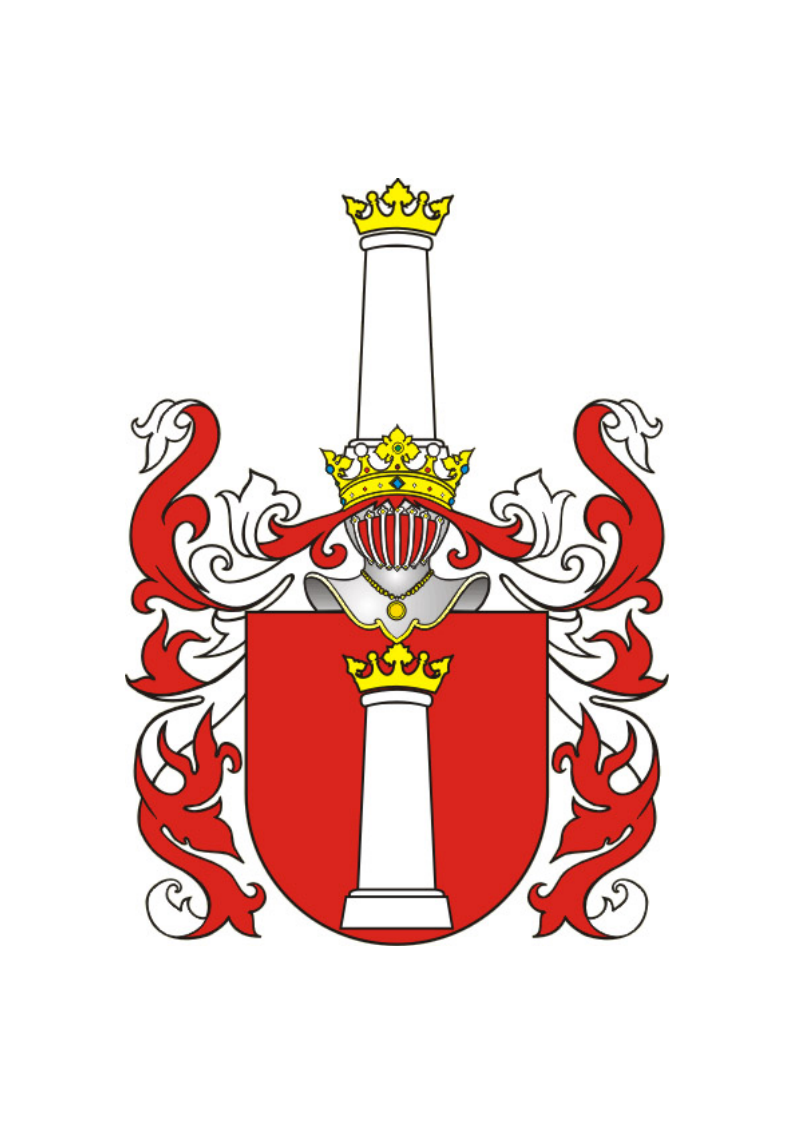
Wappen Cieciszowski

Kasper Kazimierz Cieciszowski (* 1745 in Ozorów; † 28. April 1831 in Luzk) war Erzbischof von Minsk-Mahiljou und römisch-katholischer Metropolit des Russischen Reiches.
Der gebürtige Pole Cieciszowski studierte ab 1760 Theologie. Am 11. März 1764 wurde er von Papst Klemens XIII. zum Priester geweiht und war anschließend als Kaplan tätig.
Am 29. Mai 1775 wurde er zum Koadjutorbischof von Kiew und Tschernihiw und zum Titularbischof von Theveste ernannt. Die Bischofsweihe spendete ihm der Bischof von Posen, Andrzej Stanisław Młodziejewski, am 8. Oktober desselben Jahres. Mitkonsekratoren waren der Koadjutorbischof von Posen, Antoni Onufry Okecki, und der Bischof von Smolensk, Gabriel Wodzyński.
Mit dem Tod des Bischofs von Kiew und Tschernihiw, Franciszek Kandyd Ossoliński, am 7. August 1784 wurde Cieciszowski dessen Nachfolger. Wegen der Annexion durch Russland durfte er allerdings nicht in seinem Bistum residieren.
Im Jahre 1786 wurde er Mitglied des polnischen Reichstages, des Sejm.
Am 17. November 1798 wurde er zum Bischof von Luzk-Schytomyr ernannt, nachdem dieses Bistum durch Vereinigung seiner bisherigen Diözese mit dem Bistum Luzk entstanden war.
Am 23. Juni 1828 wurde er zum Erzbischof und Metropoliten von Mahiljou ernannt.
Er war Träger des Ordens vom Weißen Adler.